# Desmoclystia
Desmoclystia là một chi bướm đêm thuộc họ Geometridae.